# Parachaeturichthys
A Parachaeturichthys a csontos halak (Osteichthyes) főosztályának a sugarasúszójú halak (Actinopterygii) osztályába, ezen belül a sügéralakúak (Perciformes) rendjébe, a gébfélék (Gobiidae) családjába és a Gobiinae alcsaládjába tartozó nem.

## Rendszerezés
A nembe az alábbi 2 faj tartozik:
- Parachaeturichthys ocellatus (Day, 1873)
- Parachaeturichthys polynema (Bleeker, 1853) - típusfaj